# 이징 모형
통계역학에서 이징 모형(Ising模型, 영어: Ising model)은 자석의 간단한 격자 모형이다. 이징 모형은 강자성체를 위치가 고정되어 있는 자기 쌍극자의 격자로 나타낸다. 각 쌍극자는 +1 또는 −1 두 개의 상태를 가질 수 있고, 격자 위에서 바로 옆에 있는 쌍극자와 상호 작용한다.

## 정의
다음과 같은 데이터가 주어졌다고 하자.
- 유한 그래프 {\displaystyle \Gamma }. 그 꼭짓점 집합을 {\displaystyle {\mathsf {V}}(\Gamma )}, 변 집합을 {\displaystyle {\mathsf {E}}(\Gamma )}라고 표기하자.
- 함수 {\displaystyle h\colon {\mathsf {V}}(\Gamma )\to \mathbb {R} }, {\displaystyle i\mapsto h_{i}}
- 함수 {\displaystyle \beta \colon {\mathsf {E}}(\Gamma )\to \mathbb {R} }, {\displaystyle ij\mapsto \beta _{ij}}

그렇다면, 그래프 {\displaystyle \Gamma } 위의, 자기장 {\displaystyle h}에 대한 이징 모형은 다음과 같은 분배 함수로 정의된다.
{\displaystyle Z_{\Gamma }(\beta ;h)=\sum _{\sigma \in \{\pm 1\}^{{\mathsf {V}}(\Gamma )}}\exp \left(\sum _{ij\in {\mathsf {E}}(\Gamma )}\beta _{ij}\sigma _{i}\sigma _{j}+\sum _{i\in {\mathsf {V}}(\Gamma )}h_{i}\sigma _{i}\right)}
여기서 합은 모든 함수
{\displaystyle \sigma \colon {\mathsf {V}}(\Gamma )\to \{\pm 1\}}
{\displaystyle \sigma \colon i\mapsto \sigma _{i}}
에 대한 것이다.
보통, {\displaystyle \beta } 및 {\displaystyle h}는 상수 함수로 놓는다.

## 성질
이징 모형은 다음과 같은 대칭을 갖는다.
{\displaystyle Z_{\Gamma }(\beta ;h_{i},h_{j\neq i})=Z_{\Gamma }(\beta ;-h_{i},h_{j\neq i})} (자기장의 한 성분을 뒤집음)
{\displaystyle Z_{\Gamma \sqcup \Gamma '}(\beta ;h)=Z_{\Gamma }(\beta \upharpoonright {\mathsf {E}}(\Gamma );h\upharpoonright {\mathsf {E}}(\Gamma ))Z_{\Gamma '}(\beta \upharpoonright {\mathsf {E}}(\Gamma ');h\upharpoonright {\mathsf {V}}(\Gamma '))}
{\displaystyle Z_{\varnothing }(\beta ;h)=1}
여기서 {\displaystyle \sqcup }은 그래프의 분리합집합이다.

### 평면 그래프 쌍대성
평면 그래프 {\displaystyle \Gamma } 위의 이징 모형은 그 쌍대 그래프 {\displaystyle \Gamma '} 위의 이징 모형과 동치이다. 이 경우, {\displaystyle \Gamma }의 고온 이징 모형은 {\displaystyle \Gamma '}의 저온 이징 모형에 대응한다.
특히, 평면 정사각형 격자 그래프 {\displaystyle {\mathsf {P}}_{\infty }\,\square \,{\mathsf {P}}_{\infty }}는 스스로와 쌍대이며, 이를 통해 평면 정사각형 격자 그래프의 상전이 온도를 알 수 있다. 마찬가지로, 평면 정육각형 격자 그래프는 평면 정삼각형 격자 그래프와 쌍대이다.

## 특별한 경우
특수한 그래프의 경우, 이징 모형의 해를 해석적으로 구할 수 있다.

### 무변 그래프 (고온 극한)
만약 {\displaystyle \Gamma ={\bar {\mathsf {K}}}_{N}}가 {\displaystyle N}개의 꼭짓점을 갖는 무변 그래프라고 하자. 그렇다면,
{\displaystyle Z_{\Gamma }(\beta ;h)=\sum _{\sigma \in \{\pm 1\}^{N}}\exp(\sigma _{i}h_{i})=\prod _{i=1}^{N}(2\cosh h_{i})}
이다. 이 경우 헬름홀츠 자유 에너지는
{\displaystyle F_{\Gamma }=-{\frac {1}{\beta }}\ln Z_{\Gamma }=-{\frac {1}{\beta }}\left(N\ln 2+\sum _{i=1}^{N}\ln \cosh h_{i}\right)}
이다.
즉,
{\displaystyle \langle \sigma _{i}\rangle =-{\frac {\partial }{\partial h_{i}}}\ln Z=\tanh h_{i}}
이다.
임의의 그래프 위의 이징 모형에서, {\displaystyle \beta \to 0}일 때 (즉, 고온 극한) 이는 무변 그래프로 수렴한다.

### 완전 그래프 (평균장 근사)
만약 {\displaystyle \Gamma ={\mathsf {K}}_{N}}가 {\displaystyle N}개의 꼭짓점을 갖는 완전 그래프라고 하자. (이 경우를 만약 다른 그래프의 근사로 여길 때 평균장 근사 平均場近似, 영어: mean-field approximation라고 한다.)
편의상, {\displaystyle \beta }와 {\displaystyle h}가 상수 함수라고 가정하자. 이 경우, +값의 스핀의 수를
{\displaystyle n=\sum _{i}{\frac {\sigma _{i}+1}{2}}}
으로 적으면,
{\displaystyle \sum _{i}\sigma _{i}=2n-N}
{\displaystyle \exp(\beta \sum _{ij}\sigma _{i}\sigma _{j})=\exp \left(\beta (2n-N)^{2}/2-N\beta /2\right)}
{\displaystyle \exp \left(\beta \sum _{ij}\sigma _{i}\sigma _{j}+h\sum _{i}\sigma _{i}\right)=\exp(\beta (2n-N)^{2}/2-\beta N/2+h(2n-N))}
가 된다. 즉,
{\displaystyle Z_{{\mathsf {K}}_{N}}(\beta ,h)=\exp \left(-{\frac {1}{2}}\beta N\right)\sum _{n=0}^{N}{\binom {n}{N}}\exp \left({\frac {1}{2}}\beta (2n-N)^{2}+h(2n-N)\right)}
이다.
열역학적 극한은
{\displaystyle N\to \infty }
{\displaystyle \beta \propto 1/N}
이다. 이 경우, 변수
{\displaystyle x=2n/N-1}
{\displaystyle b=N\beta }
를 정의하면, 분배 함수는 다음과 같다.
{\displaystyle Z_{{\mathsf {K}}_{N}}\approx {\frac {1}{2}}N\exp(-\beta N/2)\int _{1}^{1}\mathrm {d} x\exp(NS(x;\beta ,h))}
{\displaystyle S(x;\beta ,h)=-{\frac {1}{2}}(1+x)\ln(1+x)-{\frac {1}{2}}(1-x)\ln(1-x)+ln2+{\frac {1}{2}}bx^{2}+hx}
만약 {\displaystyle S}가 하나의 최댓값을 가지는 경우, 이는 라플라스 방법으로 근사할 수 있다. {\displaystyle S}의 최댓값의 위치는
{\displaystyle 0=\left|{\frac {\partial S}{\partial x}}\right|_{x=x_{0}}=-\operatorname {artanh} (x_{0})+bx_{0}+h}
이므로
{\displaystyle h=\operatorname {artanh} (x_{0})-bx_{0}}
이다. {\displaystyle S}의 최댓값 근처의 폭은
{\displaystyle -S''(X_{0};\beta ,h)={\frac {1}{2}}\left({\frac {1}{1+x_{0}}}+{\frac {1}{1-x_{0}}}\right)-b}
에 의하여 주어진다. 따라서 분배 함수는
{\displaystyle \ln Z_{{\mathsf {K}}_{N}}(b/N,h)={\frac {1}{2}}\ln(2\pi N)-{\frac {1}{2}}b-{\frac {1}{2}}\ln(-S''(x_{0}(b,h);b,h))+NS(x_{0}(b,h);b,h)+o(1)}
가 된다.
이 경우 평균 스핀은 다음과 같다.
{\displaystyle \langle \sigma \rangle ={\frac {1}{N}}{\frac {\partial \ln N}{\partial h}}=x_{0}(b,h)-{\frac {1}{2N}}{\frac {\partial }{\partial h}}\ln(-S''(x_{0}(b,h);b,h))+o(1/N)}
첫째 항만을 남기고, {\displaystyle h}에 대하여 풀면 상태 방정식
{\displaystyle b\langle \sigma \rangle +\operatorname {artanh} \langle \sigma \rangle =h}
을 얻는다.
이 근사가 잘 성립하려면 (즉, {\displaystyle S}가 한 점에서 최댓값을 갖는다면), 함수
{\displaystyle (-1,+1)\to \mathbb {R} }
{\displaystyle x\mapsto \operatorname {artanh} x-bx}
가 치역의 값 {\displaystyle h} 근처에서 단사 함수이어야 한다. 이것이 항상 성립할 필요 충분 조건은
{\displaystyle b\leq 1}
이다. 만약 {\displaystyle b>1}일 경우, {\displaystyle |h|}가 충분히 작다면 이 함수는 세 개의 원상을 갖는다. 이 경우, {\displaystyle S}의 세 개의 임계점 가운데 {\displaystyle S}의 값이 가장 큰 것을 골라야 한다. 물리학적으로, 이는 {\displaystyle b=1}에서 일어나는 2차 상전이를 나타낸다. 완전 그래프를 강자성체의 평균장 근사로 여길 경우, 이는 퀴리 온도 {\displaystyle T=\epsilon /k_{\mathrm {B} }}에 해당한다.:44, (3.2.3)

### 순환 그래프 (1차원 이징 모형)
만약 {\displaystyle \Gamma ={\mathsf {C}}_{N}}가 {\displaystyle N}개의 꼭짓점을 갖는 순환 그래프라고 하자. 이 경우
{\displaystyle \exp(\sum _{i=1}^{\infty }\beta _{i}\sigma _{i}\sigma _{i+1}+\sum _{i}h_{i}\sigma _{i})=\prod _{i=1}^{N}V(\sigma _{i},\sigma _{i+1};\beta _{i},h_{i},h_{i+1})}
{\displaystyle V(\sigma ,\sigma ';\beta ,h,h')=\exp \left(\beta \sigma \sigma '+{\frac {1}{2}}h\sigma +{\frac {1}{2}}h'\sigma '\right)}
이다. 이는 2×2 대칭 행렬
{\displaystyle V(\beta ,h,h')={\begin{pmatrix}\exp(h/2+h'/2+\beta )&\exp(h/2+h'/2-\beta )\\\exp(-h/2+h'/2-\beta )&\exp(-h/2-h'/2+\beta )\end{pmatrix}}}
로 표현될 수 있다. 그렇다면
{\displaystyle Z=\operatorname {tr} \prod _{i=1}^{N-1}V(\beta _{i};h_{i},h_{i+1})}
이다.
만약 {\displaystyle \beta }와 {\displaystyle h}가 상수 함수라면, 모든 {\displaystyle V(\beta _{i};h_{i},h_{i+1})}들이 같아지며, 이 경우
{\displaystyle Z=\lambda _{1}(V)^{N}+\lambda _{2}(V)^{N}}
이 된다. 여기서 {\displaystyle \lambda _{1}}, {\displaystyle \lambda _{2}}는 {\displaystyle V}의 두 (실수) 고윳값이다.

### 나무 그래프
유한 나무 그래프 {\displaystyle T}가 주어졌다고 하자. 이 경우, 어떤 임의의 꼭짓점 {\displaystyle i_{0}\in {\mathsf {V}}(T)}을 고르자. 그렇다면 모든 꼭짓점 {\displaystyle i}에 대하여, {\displaystyle i_{0}}까지의 최단 경로의 길이 {\displaystyle \ell (i,i_{0})}를 정의할 수 있다. 모든 꼭짓점 {\displaystyle i\in {\mathsf {V}}(T)}에 대하여, 만약 {\displaystyle i\neq i_{0}}라면,
{\displaystyle \ell (\operatorname {prec} (i),i_{0})+1=\ell (i,i_{0})}
{\displaystyle \operatorname {prec} (i)i\in {\mathsf {E}}(T)}
인 {\displaystyle \operatorname {prec} (i)\in {\mathsf {V}}(T)}가 유일하게 존재한다.
그렇다면, 스핀 {\displaystyle \sigma _{i}} 대신 다음과 같은 새 변수들을 정의할 수 있다.
{\displaystyle {\tilde {\tau }}_{i_{0}}=\sigma _{i_{0}}}
{\displaystyle {\tilde {\tau }}_{i}=\sigma _{v}\sigma _{\operatorname {prec} (i)}}
또한, 임의의
{\displaystyle \beta \colon {\mathsf {E}}(T)\to \mathbb {R} }
{\displaystyle h\colon {\mathsf {V}}(T)\to \mathbb {R} }
에 대하여,
{\displaystyle {\tilde {\beta }}\colon {\mathsf {E}}(T)\to \mathbb {R} }
{\displaystyle {\tilde {h}}\colon {\mathsf {V}}(T)\to \mathbb {R} }
{\displaystyle {\tilde {\beta }}_{\operatorname {prec} (i)i}=h_{i}}
{\displaystyle {\tilde {h}}_{i}={\begin{cases}\beta _{\operatorname {prec} (i)i}&i\neq i_{0}\\h_{i_{0}}&i=i_{0}\end{cases}}}
그렇다면,
{\displaystyle \sigma \leftrightarrow {\tilde {\sigma }}}
변환 아래 다음이 성립한다.
{\displaystyle Z_{T}(\beta ,h)=Z_{T}({\tilde {\beta }},{\tilde {h}})}
특히, 만약
{\displaystyle h_{i}={\begin{cases}0&i\neq i_{0}\\h_{i}&i=i_{0}\end{cases}}}
인 경우 {\displaystyle {\tilde {\beta }}=0}이므로 다음과 같다.
{\displaystyle Z_{T}(\beta ,h)=Z_{T}(0,{\tilde {h}})=(2\cosh \exp h_{i_{0}})\prod _{ij\in {\mathsf {E}}(T)}(2\cosh \beta _{ij})}

### 베테 그래프
나무 그래프 {\displaystyle T}에서 원점 {\displaystyle i_{0}\in {\mathsf {V}}(T)}을 골랐을 때, 다음과 같은 꼴이라고 하자.
- 원점 {\displaystyle i_{0}\in {\mathsf {V}}(T)}의 차수는 {\displaystyle d_{N}}이다.
- 원점 {\displaystyle i_{0}\in {\mathsf {V}}(T)}에서 거리가 {\displaystyle N-n}인 모든 꼭짓점의 차수는 {\displaystyle d_{n}+1}이다. (즉, {\displaystyle d_{n}}개의 가지들을 가진다.)
- {\displaystyle d_{0}=0}이다. (즉, 모든 꼭짓점은 원점에서 거리 {\displaystyle N} 이하이다.)

원점에서 거리 {\displaystyle N-n}의 꼭짓점 {\displaystyle i}의 높이가
{\displaystyle \operatorname {ht} (i)=\ell (i,i_{0})=n}
이라고 하자.
예를 들어, 베테 그래프의 경우 {\displaystyle N\to \infty }이며 {\displaystyle d_{N}-1=d_{N-1}=d_{N-2}=\dotsb =d_{1}}의 꼴이다.
이제, 같은 높이에서 균등한 함수
{\displaystyle \beta _{i\operatorname {prec} (i)}=\beta _{\operatorname {ht} (i)}}
{\displaystyle h_{i}=h_{\operatorname {ht} (i)}}
를 생각하자. 즉,
{\displaystyle h_{0},\beta _{0},h_{1},\beta _{1},h_{2},\dotsc ,\beta _{N-1},h_{N}}
이 존재한다.
이제, 이 그래프 위의 이징 모형의 분배 함수
{\displaystyle Z_{N}(h_{N},\beta _{N-1},h_{N-1},\beta _{n-2},\dotsc ,\beta _{0},h_{0})}
를 생각하자. 그렇다면, 다음과 같은 재귀적 관계가 성립한다.
{\displaystyle Z_{N}(h_{N},\beta _{N-1},h_{N-1},\beta _{n-2},\dotsc ,\beta _{0},h_{0})=\exp(h_{N})Z_{N-1}(h_{N-1}+\beta _{N-1},\beta _{N-2},h_{N-2},\dotsc ,\beta _{0},h_{0})^{d_{n}}+\exp(-h_{N})Z_{N-1}(h_{N-1}-\beta _{N-1},\beta _{N-2},h_{N-2},\dotsc ,\beta _{0},h_{0})^{d_{n}}}
{\displaystyle Z_{0}(h_{0})=2\cosh h_{0}}
편의상 다음과 같은 함수를 정의하자.
{\displaystyle C_{N}(\beta _{N},h_{N},\beta _{N-1},h_{N-1},\dotsc )={\frac {1}{2}}\left(Z_{N}(\beta _{N}+h_{N},\beta _{N-1},h_{N-1},\dotsc )+Z_{N}(-\beta _{N}+h_{N},\beta _{N-1},h_{N-1},\dotsc )\right)}
{\displaystyle S_{N}(\beta _{N},h_{N},\beta _{N-1},h_{N-1},\dotsc )={\frac {1}{2}}\left(Z_{N}(\beta _{N}+h_{N},\beta _{N-1},h_{N-1},\dotsc )-Z_{N}(-\beta _{N}+h_{N},\beta _{N-1},h_{N-1},\dotsc )\right)}
그렇다면 이 재귀 관계는 다음과 같다.
{\displaystyle C_{N}=2\cosh \beta _{N}\left((C_{N-1}+S_{N-1})^{d_{N}}\exp h_{N}+(C_{N-1}-S_{N-1})^{d_{N}}\exp h_{N}\right)}
{\displaystyle S_{N}=2\sinh \beta _{N}\left((C_{N-1}+S_{N-1})^{d_{N}}\exp h_{N}-(C_{N-1}-S_{N-1})^{d_{N}}\exp h_{N}\right)}
{\displaystyle Z_{N}(h_{N},\beta _{N-1},h_{N-1},\dotsc )=\exp(h_{N})(C_{N-1}+S_{N-1})^{d_{N}}+\exp(-h_{N})(C_{N-1}-S_{N-1})^{d_{N}}}
만약 {\displaystyle d_{i}}, {\displaystyle h_{i}}, {\displaystyle \beta _{i}}가 상수 함수라면, 이는 {\displaystyle (C_{N},S_{N})\in \mathbb {R} ^{2}}에 대한 이산 시간 동역학계
{\displaystyle {\binom {c}{s}}\mapsto {\binom {(2\cosh \beta )((c+s)^{d}+(c-s)^{d})}{(2\sinh \beta )((c+s)^{d}-(c-s)^{d})}}}
로 여길 수 있다. {\displaystyle N\to \infty } 극한은 (만약 존재한다면) 이 함수의 고정점에 해당한다.
특히, 만약 {\displaystyle d=1}일 때 (경로 그래프), 이는 선형 변환에 불과하며, 이 경우 유한한 {\displaystyle N}의 경우에도 풀 수 있다.

### 연산자 표현
유한 그래프 {\displaystyle \Gamma }가 주어졌으며, 그래프 데카르트 곱
{\displaystyle \Gamma \,\square \,{\mathsf {C}}_{L}}
위의 이징 모형을 생각하자. (여기서 {\displaystyle {\mathsf {C}}_{L}}은 크기 {\displaystyle L}의 순환 그래프이다.) 이 경우, 실수 힐베르트 공간
{\displaystyle V=\mathbb {R} ^{\{\pm 1\}^{{\mathsf {V}}(\Gamma )}}}
을 정의할 수 있다. 이는 {\displaystyle 2^{|{\mathsf {V}}(\Gamma )|}}차원 실수 힐베르트 공간이다. 임의의 함수
{\displaystyle \sigma \colon {\mathsf {V}}(\Gamma )\to \{\pm 1\}}
에 대하여, 기저 벡터
{\displaystyle |\sigma \rangle \in V}
를 정의할 수 있으며, 이러한 꼴의 벡터들은 {\displaystyle V}의 정규 직교 기저를 이룬다.
각 두 꼭짓점 {\displaystyle i,j\in {\mathsf {V}}(\Gamma )}에 대하여, 연산자
{\displaystyle S_{i}(\beta ,h)\colon V\to V}
{\displaystyle T_{ij}(\beta )\colon V\to V}
{\displaystyle \langle \sigma |S_{i}(\beta ,h)|\sigma '\rangle =\exp(h(\sigma _{i}+\sigma '_{i})/2+\beta \sigma _{i}\sigma '_{i})\prod _{k\neq i}\delta (\sigma _{k},\sigma '_{k})}
{\displaystyle \langle \sigma |T_{ij}(\beta )|\sigma '\rangle =\exp(\beta \sigma _{i}\sigma _{j})\prod _{k\in {\mathsf {V}}(\Gamma )}\delta (\sigma _{k},\sigma '_{k})}
를 정의할 수 있다. 즉, {\displaystyle S_{i}}는 {\displaystyle {\mathsf {C}}_{L}} 방향(“시간 방향”)의 변을 생성하며, {\displaystyle T_{ij}}는 {\displaystyle \Gamma } 방향(“공간 방향”)의 변을 생성한다. 이들은 둘 다 에르미트 연산자를 이룬다.
그렇다면, 그래프 {\displaystyle \Gamma } 위에서, {\displaystyle \beta }와 {\displaystyle h}가 상수 함수인 경우, 이징 모형은 다음과 같이 연산자로 나타낼 수 있다.
{\displaystyle Z_{\Gamma }(\beta ;h=0)=\sum _{\sigma ^{1},\sigma ^{2},\dotsc ,\sigma ^{L}}\langle \sigma ^{1}|\prod _{ij\in {\mathsf {E}}(\Gamma )}T_{ij}(\beta )|\sigma ^{1}\rangle \langle \sigma ^{1}|\prod _{i\in {\mathsf {V}}(\Gamma )}S_{i}(\beta ,h)|\sigma ^{2}\rangle \langle \sigma ^{2}|\prod _{ij\in {\mathsf {E}}(\Gamma )}T_{ij}(\beta )|\sigma ^{2}\rangle \dotsm \langle \sigma ^{L}|\prod _{ij\in {\mathsf {E}}(\Gamma )}T_{ij}(\beta )|\sigma ^{L}\rangle \langle \sigma ^{L}|\prod _{i\in {\mathsf {V}}(\Gamma )}S_{i}(\beta ,h)|\sigma ^{1}\rangle }
여기서
{\displaystyle \sum _{\sigma ^{a}}|\sigma ^{a}\rangle \langle \sigma ^{a}|\prod _{ij\in {\mathsf {E}}(\Gamma )}T_{ij}(\beta )|\sigma ^{a}\rangle \langle \sigma ^{a}|\prod _{i\in {\mathsf {V}}(\Gamma )}S_{i}(\beta )=\sum _{\sigma ^{a}}|\sigma ^{a}\rangle \langle \sigma ^{a}|\prod _{ij\in {\mathsf {E}}(\Gamma )}T_{ij}(\beta )\prod _{i\in {\mathsf {V}}(\Gamma )}S_{i}(\beta )=\prod _{ij\in {\mathsf {E}}(\Gamma )}T_{ij}(\beta )\prod _{i\in {\mathsf {V}}(\Gamma )}S_{i}(\beta )}
이다. 즉,
{\displaystyle Z_{\Gamma }(\beta ;h=0)=\operatorname {tr} \left(\prod _{ij\in {\mathsf {E}}(\Gamma )}T_{ij}(\beta )\prod _{i\in {\mathsf {V}}(\Gamma )}S_{i}(\beta ,h)\right)^{L}}
이다. 이에 따라, 이러한 그래프 위의 이징 모형은 연산자
{\displaystyle \prod _{ij\in {\mathsf {E}}(\Gamma )}T_{ij}(\beta )\prod _{i\in {\mathsf {V}}(\Gamma )}S_{i}(\beta ,h)}
의 고윳값을 구하는 것으로 귀결된다.

### 2차원 격자 그래프

2차원 이징 모형에서의 자기화

1차원에서는 양의 온도에서 상전이 현상이 일어나지 않는다. (다만, 절대 영도 {\displaystyle \beta =\infty }에서 상전이가 발생하는 것으로 간주할 수 있다.) 하지만 이징 모형은 2차원 이상에서는 상전이가 일어나며, 특히 2차원 이징 모형은 해석적인 해를 구할 수 있다. 그 열역학적 극한은 2차원 등각 장론으로 주어진다.
구체적으로, 다음과 같은 대각선 모양의 격자를 생각하자.
|   |   |   | ⋮ |   |   |   | ⋮ |   |   |   | ⋮ |   |   |   |
|   |   | ╲ |   | ╱ |   | ╲ |   | ╱ |   | ╲ |   | ╱ |   |   |
|   |   |   | ● |   |   |   | ● |   |   |   | ● |   |   |   |
|   |   | ╱ |   | ╲ |   | ╱ |   | ╲ |   | ╱ |   | ╲ |   |   |
| ⋯ | ○ |   |   |   | ○ |   |   |   | ○ |   |   |   | ○ | ⋯ |
|   |   | ╲ |   | ╱ |   | ╲ |   | ╱ |   | ╲ |   | ╱ |   |   |
| ⋯ |   |   | ● |   |   |   | ● |   |   |   | ● |   |   | ⋯ |
|   |   | ╱ |   | ╲ |   | ╱ |   | ╲ |   | ╱ |   | ╲ |   |   |
|   | ○ |   |   |   | ○ |   |   |   | ○ |   |   |   | ○ |   |
|   |   | ╲ |   | ╱ |   | ╲ |   | ╱ |   | ╲ |   | ╱ |   |   |
|   |   |   | ⋮ |   |   |   | ⋮ |   |   |   | ⋮ |   |   |   |
편의상 꼭짓점을 두 색으로 칠하였다. 이 경우, 두 종류의 행들이 있게 된다. 총 {\displaystyle 2L}개의 행이 있다고 하자. (즉, {\displaystyle L}개의 ○행과 {\displaystyle L}개의 ●행이 있다.) 각 행의 길이가 {\displaystyle N}이라고 하고, ○행의 꼭짓점을
{\displaystyle \{0,1,\dotsc ,N-1\}{\pmod {N}}}
이라고 하고, ●행의 꼭짓점을
{\displaystyle \{{\tfrac {1}{2}},{\tfrac {1}{2}}+1,\dotsc ,N-{\tfrac {1}{2}}\}{\pmod {N}}}
라고 하자.
두 종류의 행에 대응하는 실수 힐베르트 공간을 각각
{\displaystyle {\mathcal {H}}_{\bullet }\cong \mathbb {R} ^{\{\pm 1\}^{N}}}
{\displaystyle {\mathcal {H}}_{\circ }\cong \mathbb {R} ^{\{\pm 1\}^{N}}}
라고 하자.
이제, 다음과 같은 연산자들을 정의할 수 있다.
{\displaystyle V_{\bullet \circ }\colon {\mathcal {H}}_{\circ }\to {\mathcal {H}}_{\bullet }}
{\displaystyle V_{\circ \bullet }\colon {\mathcal {H}}_{\bullet }\to {\mathcal {H}}_{\circ }}
{\displaystyle \langle \sigma ^{\bullet }|V_{\bullet \circ }|\sigma ^{\circ }\rangle =\exp \sum _{i=1}^{N}(\beta _{\nearrow }\sigma _{i+1/2}^{\bullet }\sigma _{i}^{\circ }+\beta _{\nwarrow }\sigma _{i-1/2}^{\bullet }\sigma _{i}^{\circ })}
{\displaystyle \langle \sigma ^{\circ }|V_{\circ \bullet }|\sigma ^{\bullet }\rangle =\exp \sum _{i=1}^{N}(\beta _{\nearrow }\sigma _{i}^{\circ }\sigma _{i-1/2}^{\bullet }+\beta _{\nwarrow }\sigma _{i}^{\circ }\sigma _{i+1/2}^{\bullet })}
이들을 전이 행렬(轉移行列, 영어: transition matrix)이라고 한다. 이를 사용하여 이징 모형의 분배 함수를 다음과 같이 적을 수 있다.
{\displaystyle Z_{N,L}(\beta _{\nearrow },\beta _{\nwarrow })=\operatorname {tr} _{{\mathcal {H}}_{\circ }}(V_{\circ \bullet }V_{\bullet \circ })^{L}=\sum _{i=1}^{2^{N}}\lambda _{i}^{L}}
여기서 {\displaystyle \lambda _{i}}는 {\displaystyle V_{\circ \bullet }V_{\bullet \circ }\colon {\mathcal {H}}_{\circ }\to {\mathcal {H}}_{\circ }}의 고윳값들이다. (다만 이는 일반적으로 대칭 행렬이 아니다.) 즉, 분배 함수의 계산은 {\displaystyle VW}의 고윳값들을 계산하는 것으로 귀결된다.
두 힐베르트 공간 사이에 다음과 같은 두 동형 사상을 정의할 수 있다.
{\displaystyle P_{\bullet \circ }^{\pm }\colon {\mathcal {H}}_{\circ }\to {\mathcal {H}}_{\bullet }}
{\displaystyle \langle \sigma ^{\bullet }|P_{\bullet \circ }^{\pm }|\sigma ^{\circ }\rangle =\prod _{i=1}^{N}\delta (\sigma _{i\pm 1/2}^{\bullet },\sigma _{i}^{\circ })}
{\displaystyle P_{\circ \bullet }^{\pm }=(P_{\bullet \circ }^{\mp })^{-1}}
물론
{\displaystyle (P_{\circ \bullet }^{\pm }P_{\bullet \circ }^{\pm })^{N}=1}
{\displaystyle (P_{\bullet \circ }^{\pm }P_{\circ \bullet }^{\pm })^{N}=1}
이다.
또한, 다음과 같은 연산자를 정의할 수 있다.
{\displaystyle R_{\bullet \bullet }\colon {\mathcal {H}}_{\bullet }\to {\mathcal {H}}_{\bullet }}
{\displaystyle R_{\circ \circ }\colon {\mathcal {H}}_{\circ }\to {\mathcal {H}}_{\circ }}
{\displaystyle \langle {\sigma '}^{\circ }|R_{\circ \circ }|\sigma ^{\circ }\rangle =\prod _{i=1}^{N}\delta ({\sigma '}_{i}^{\circ },-{\sigma '}_{i}^{\circ })}
{\displaystyle R_{\bullet \bullet }=P_{\bullet \circ }^{\pm }R_{\circ \circ }P_{\circ \bullet }^{\mp }}
즉, 이들은 모든 스핀을 뒤집는 연산자이다. 물론
{\displaystyle R_{\bullet \bullet }^{2}=1}
{\displaystyle R_{\circ \circ }^{2}=1}
이다.
이제, 이 연산자들은 다음과 같은 성질을 가진다.
{\displaystyle V_{\circ \bullet }(\beta _{\nearrow },\beta _{\nwarrow })=V_{\bullet \circ }(\beta _{\nwarrow },\beta _{\nearrow })^{\top }}:95, (7.4.1)
만약
{\displaystyle \sinh(2\beta _{\nearrow })\sinh(2\beta _{\nwarrow })=\sinh(2\beta '_{\nearrow })\sinh(2\beta '_{\nwarrow })}
라면,
{\displaystyle V(\beta _{\nearrow },\beta _{\nwarrow })W(\beta _{\nearrow },\beta _{\nwarrow })=V(\beta '_{\nearrow },\beta '_{\nwarrow })W(\beta _{\nearrow },\beta _{\nwarrow })}
이다. 또한, 다음이 성립한다.
{\displaystyle [V_{\bullet \circ }(\beta _{\nearrow },\beta _{\nwarrow }),V_{\bullet \circ }(\beta '_{\nearrow },\beta '_{\nwarrow })]=0}
{\displaystyle [V_{\circ \bullet }(\beta _{\nearrow },\beta _{\nwarrow }),V_{\circ \bullet }(\beta '_{\nearrow },\beta '_{\nwarrow })]=0}
{\displaystyle V_{\bullet \circ }(\beta _{\nearrow },\beta _{\nwarrow })R_{\circ \circ }=R_{\bullet \bullet }V_{\bullet \circ }(-\beta _{\nearrow },-\beta _{\nwarrow })}:95, (7.4.3)
{\displaystyle V_{\circ \bullet }(\beta _{\nearrow },\beta _{\nwarrow })R_{\bullet \bullet }=R_{\circ \circ }V_{\circ \bullet }(-\beta _{\nearrow },-\beta _{\nwarrow })}
{\displaystyle V_{\circ \bullet }(\beta _{\nearrow },\beta _{\nwarrow })P_{\bullet \circ }^{\pm }=P_{\circ \bullet }^{\pm }V_{\bullet \circ }(\beta _{\nearrow },\beta _{\nwarrow })}
{\displaystyle V_{\bullet \circ }(\beta _{\nearrow },\beta _{\nwarrow })V_{\circ \bullet }(\beta _{\nwarrow }+\mathrm {i} \pi /2,-\beta _{\nearrow })=(2\mathrm {i} \sinh(2\beta _{\nwarrow }))^{N}+(2\mathrm {i} \sinh(2\beta _{\nearrow }))^{N}R_{\bullet \bullet }}
이다.
{\displaystyle N}이 짝수일 때, 행렬 {\displaystyle V_{\circ \bullet }V_{\bullet \circ }}의 {\displaystyle 2^{N}}개의 고윳값들은 다음과 같다. (대칭 행렬이 아니므로, 일부 고윳값들은 복소수이다.)
{\displaystyle \lambda (r,\gamma ;\beta _{\nearrow },\beta _{\nwarrow },N)=(-4\alpha ^{2s-1})^{N/2}\left(\sinh ^{N}2\beta _{\nwarrow }-(-)^{2s}\sinh ^{N}2\beta _{\nearrow }\right)\prod _{i\in \mathbb {Z} /(N)+s}\mu _{i}^{\gamma _{i}}}:109, (7.9.7)
{\displaystyle \mu _{i}={\frac {\cosh(2\beta _{\nearrow })\cosh(2\beta _{\nwarrow })+{\sqrt {1+\sinh ^{2}\beta _{\nearrow }\sinh ^{2}\beta _{\nwarrow }-(\alpha ^{2i}+\alpha ^{-2i})\sinh \beta _{\nearrow }\sinh \beta _{\nwarrow }}}}{\alpha ^{i}\sinh(2\beta _{\nearrow })+\alpha ^{-i}\sinh(2\beta _{\nwarrow })}}\qquad (i\in \mathbb {Z} /(N)+s)}:109, (7.9.8)
여기서
{\displaystyle s\in \{1/2,0\}}
{\displaystyle \gamma \in \{\pm 1\}^{\mathbb {Z} /(N)+s},\qquad \sum _{i\in \mathbb {Z} /(N)+s}^{N}\gamma _{i}\equiv N{\pmod {4}}}
{\displaystyle \alpha (N)=\exp {\frac {\mathrm {i} \pi }{N}}}
이다. {\displaystyle (-1)^{2s+1}\in \{\pm 1\}}는 {\displaystyle R_{\circ \circ }}의 고윳값에 해당한다.

## 해석
이징 모형은 다음과 같이 여러 가지로 해석될 수 있다.
- 이징 모형은 자석(강자성체)의 간단한 모형으로 여길 수 있다. 이 경우 상전이는 퀴리 온도에서의 상전이에 해당한다.
- 이징 모형은 반강자성체의 간단한 모형으로 여길 수 있다.
- 이징 모형은 기체의 간단한 모형으로 여길 수 있다. 이 경우 상전이는 기체와 액체 사이의 상전이에 해당한다.

### 강자성체
{\displaystyle N}개의 자기 쌍극자 {\displaystyle \mu }를 포함하는 강자성체에 (상수 함수가 아닐 수 있는) 외부 자기장 {\displaystyle H}가 걸려 있다고 하자. 쌍극자는 자기장에 평행한 방향 {\displaystyle +\mu } 또는 반평행한 방향 {\displaystyle -\mu } 둘 중 하나를 가리킨다고 하자. 또한, 쌍극자 사이의 상호작용은 격자 위에서 바로 옆에 있는 경우를 제외하고는 무시할 수 있고, 바로 옆에 있는 경우에는 서로 같은 방향을 가리킬 때 위치 에너지 {\displaystyle -\epsilon }을, 서로 반대 방향을 가리킬 때 위치 에너지 {\displaystyle \epsilon }을 가진다고 하자. 그렇다면, 강자성체의 해밀토니언은 다음과 같다.
{\displaystyle E=-\epsilon \sum _{ij\in {\mathsf {E}}(\Gamma )}\sigma _{i}\sigma _{j}-\mu \sum _{i}H_{i}\sigma _{i}}
여기서 {\displaystyle \sigma _{i}=\pm 1}은 격자의 각 위치에서의 쌍극자의 방향을 나타내는 매개변수이고, {\displaystyle \langle ij\rangle }은 격자 위에서 서로 옆에 있는 위치 {\displaystyle i}와 {\displaystyle j}를 나타낸다.
이 경우 볼츠만 분포는
{\displaystyle \exp(-E/\mathrm {k} _{\mathrm {B} }T)=\exp \left({\frac {\epsilon }{k_{\mathrm {B} }T}}\sum _{ij\in {\mathsf {E}}(\Gamma )}\sigma _{i}\sigma _{j}+{\frac {\mu }{k_{\mathrm {B} }T}}\sum _{i\in {\mathsf {V}}(\Gamma )}H_{i}\sigma _{i}\right)}
이다.
따라서, 이는
{\displaystyle \beta ={\frac {\epsilon }{k_{\mathrm {B} }T}}}
{\displaystyle h_{i}={\frac {\mu }{k_{\mathrm {B} }T}}H_{i}}
인 이징 모형에 해당한다.

### 반강자성체
{\displaystyle N}개의 자기 쌍극자 {\displaystyle \mu }를 포함하는 반강자성체가 주어졌다고 하자. 즉, 서로 이웃하는 스핀이 같은 방향을 가리킬 때 에너지가 {\displaystyle +\epsilon }이며, 반대 방향을 가리킬 때 에너지가 {\displaystyle -\epsilon }이라고 하자. 또한, 외부 자기장이 {\displaystyle H}라고 하자. 이 경우, 에너지는
{\displaystyle E=\epsilon \sum _{ij\in {\mathsf {E}}(\Gamma )}\sigma _{i}\sigma _{j}-\mu \sum _{i\in {\mathsf {V}}(\Gamma )}H_{i}\sigma _{i}}
가 된다. 즉, 볼츠만 분포는
{\displaystyle \exp \left(-{\frac {\epsilon }{k_{\mathrm {B} }T}}\sum _{ij\in \mathrm {E} (\Gamma )}\sigma _{i}\sigma _{j}+{\frac {\mu }{k_{\mathrm {B} }T}}\sum _{i\in \mathrm {V} (\Gamma )}H_{i}\sigma _{i}\right)}
가 된다.
이는
{\displaystyle \beta =-{\frac {\epsilon }{k_{\mathrm {B} }T}}}
{\displaystyle h_{i}={\frac {\mu }{k_{\mathrm {B} }T}}H_{i}}
가 되는 이징 모형에 해당한다.

### 기체

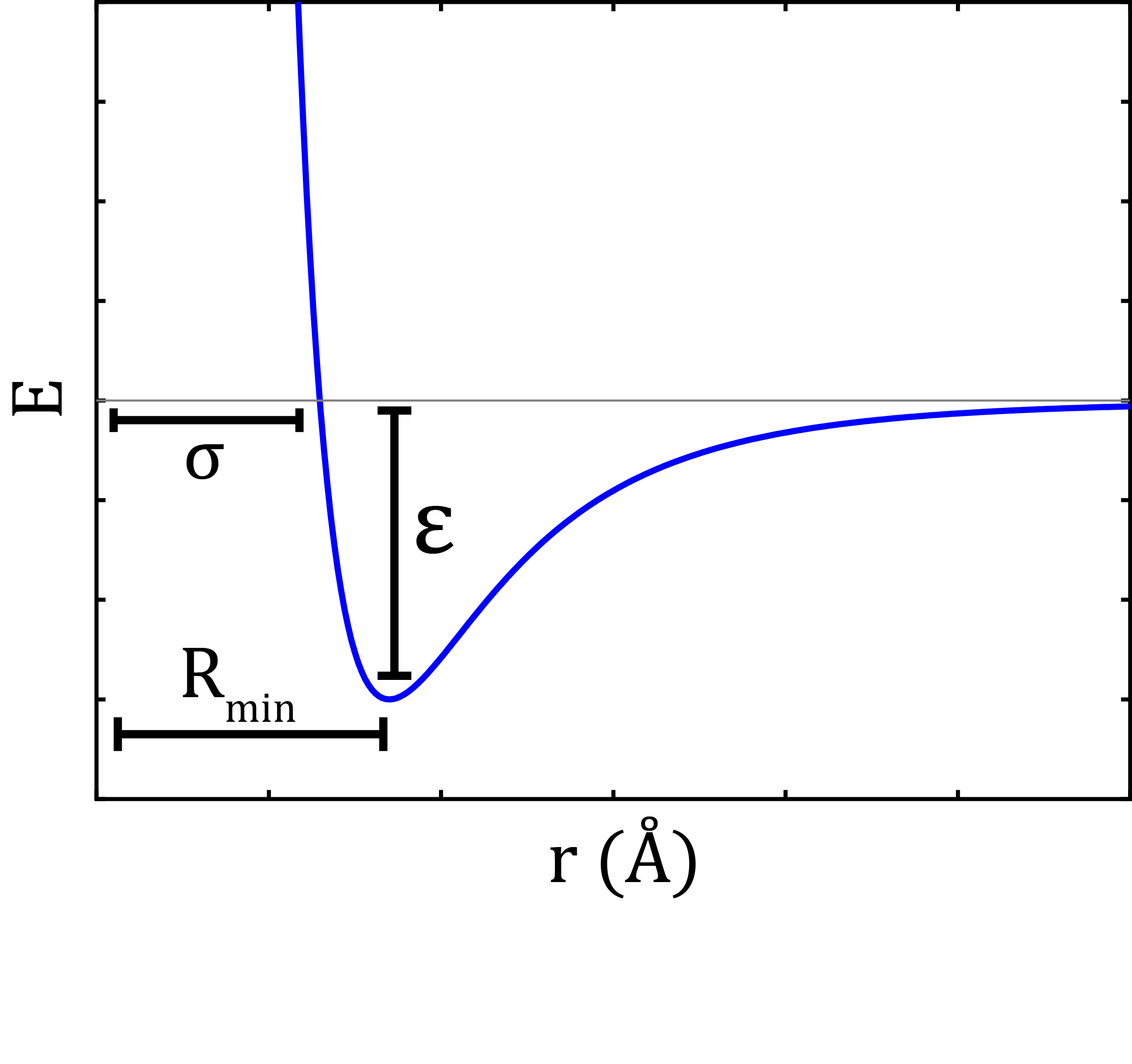
기체 분자 사이의 퍼텐셜의 대략적인 모양 (레너드-존스 퍼텐셜)

기체를 구성하는 분자 사이의 퍼텐셜 {\displaystyle V(r)}은 일반적으로 다음과 같은 특성을 갖는다.
- 두 입자가 매우 가까울 때, 매우 강한 척력이 작용한다. 즉, {\displaystyle r\to 0}일 때 {\displaystyle V(r)\to +\infty }이다.
- 두 입자가 매우 가깝지 않을 경우, 인력이 작용한다. 즉, 어떤 거리 {\displaystyle r\sim r_{0}} 근처에서 퍼텐셜 우물이 존재한다. 이 근처에서 퍼텐셜은 음수이다.
- 두 입자가 매우 멀 경우, 서로 힘을 가하지 않는다. 즉, {\displaystyle r\to \infty }일 때 {\displaystyle V}는 0으로 수렴한다.

물론, {\displaystyle V=0}일 경우는 이상 기체에 해당한다. {\displaystyle V}의 퍼텐셜 우물은 기체-액체 상전이를 가능하게 한다.
이제, 그래프 {\displaystyle \Gamma } 위에 기체 분자들이 놓여 있다고 하자. 이 경우,
- {\displaystyle \sigma _{i}=+1}인 것은 꼭짓점 {\displaystyle i\in {\mathsf {V}}(\Gamma )}에 기체 분자가 하나 존재함을 나타낸다.
- {\displaystyle \sigma _{i}=-1}인 것은 꼭짓점 {\displaystyle i\in {\mathsf {V}}(\Gamma )}에 기체 분자가 없음을 나타낸다.
- {\displaystyle \sigma _{i}=\{\pm 1\}}인 것은 같은 꼭짓점에 기체 분자가 두 개 이상 존재할 수 없음을 나타낸다. 즉, {\displaystyle \textstyle \lim _{r\to 0}V(r)\gg 1}이다.
- 변 {\displaystyle ij\in {\mathsf {E}}(\Gamma )}에 대응하는 해밀토니언의 항 {\displaystyle \sigma _{i}\sigma _{j}}은 두 입자 사이의 퍼텐셜 우물을 나타낸다.
- 해밀토니언에서 서로 변으로 연결되어 있지 않은 꼭짓점은 서로 상호 작용하지 않는다. 이는 원거리의 입자가 상호 작용하지 않음을 나타낸다.

즉, 총 분자 수는
{\displaystyle N=\sum _{i\in {\mathsf {V}}(\Gamma )}{\frac {\sigma _{i}+1}{2}}}
이다. 두 분자 사이의 퍼텐셜 우물의 깊이가 {\displaystyle -\epsilon _{0}}이라고 하자. 그렇다면, 총 에너지는
{\displaystyle E=-\epsilon \sum _{ij\in {\mathsf {E}}(\Gamma )}{\frac {(\sigma _{i}+1)(\sigma _{j}+1)}{4}}=-{\frac {1}{4}}\epsilon \sum _{ij\in {\mathsf {E}}(\Gamma )}\sigma _{i}\sigma _{j}-{\frac {1}{4}}\epsilon |{\mathsf {E}}(\Gamma )|-{\frac {1}{4}}\epsilon \sum _{i\in {\mathsf {V}}(\Gamma )}\sigma _{i}\deg _{\Gamma }(i)}
이다. 즉, 큰 바른틀 앙상블의 성분은
{\displaystyle \exp \left(-{\frac {E}{k_{\mathrm {B} }T}}+{\frac {\mu }{k_{\mathrm {B} }T}}\beta \sum _{i\in {\mathsf {V}}(\Gamma )}{\frac {(\sigma _{i}+1)}{2}}\right)}
이다. 이는
{\displaystyle \beta ={\frac {\epsilon }{k_{\mathrm {B} }T}}}
{\displaystyle h_{i}={\frac {\mu }{2k_{\mathrm {B} }T}}+{\frac {\epsilon }{4k_{\mathrm {B} }T}}\deg _{\Gamma }(i)}
가 되는 이징 모형에 해당한다. 여기서 {\displaystyle \mu }는 화학 퍼텐셜이며, {\displaystyle \deg _{\Gamma }(i)}는 꼭짓점 {\displaystyle i}에 연결된 변의 수이다. 특히, 만약 {\displaystyle \Gamma }가 정규 그래프일 경우, {\displaystyle h} 역시 상수 함수가 된다.
크기 {\displaystyle |{\mathsf {V}}(\Gamma )|}를 다양하게 조절할 수 있는 그래프의 족에서, 분배 함수
{\displaystyle Z_{\Gamma }(\beta ,h)}
가 그래프의 크기 {\displaystyle |{\mathsf {V}}(\Gamma )|}에 대한 매끄러운 함수로 주어진다고 하자. 이제, 한 꼭짓점이 나타내는 부피가 {\displaystyle v_{0}}라고 할 때, 기체의 압력은
{\displaystyle P={\frac {k_{\mathrm {B} }T}{v_{0}}}\left({\frac {\partial \ln Z}{\partial |{\mathsf {V}}(\Gamma )|}}\right)_{T}}
에 해당한다. (여기서 {\displaystyle v_{0}\sim r_{0}^{d}}는 대략 퍼텐셜 우물의 위치 {\displaystyle r_{0}}의, 그래프 차원 {\displaystyle d}에 대한 거듭제곱이다.) 열역학적 극한 {\displaystyle |{\mathsf {V}}(\Gamma )|\to \infty }이 잘 정의된다면, 자유 에너지 {\displaystyle -T\ln Z}가
{\displaystyle \ln Z\propto |{\mathsf {V}}(\Gamma )|\qquad (|{\mathsf {V}}(\Gamma )|\gg 1)}
이어야 한다. 즉, 이 경우
{\displaystyle P={\frac {k_{\mathrm {B} }T\ln Z}{v_{0}|{\mathsf {V}}(\Gamma )|}}}
가 된다.

### 이합체 모형
2차원 정사각형 격자를 비롯하여, 4차 정규 그래프 위의 이징 모형은 이합체 모형으로 해석될 수 있다.

## 역사
빌헬름 렌츠(독일어: Wilhelm Lenz, 1888-1957)가 제자 에른스트 이징(독일어: Ernst Ising, 1900-1998)에게 연습 문제로 제안하였다. 이징은 1925년 박사 학위 논문에서 1차원 이징 모형에는 상전이가 없다는 사실을 증명하였고, 이를 근거로 임의의 차원의 이징 모형에서 상전이가 없다고 추측하였다. 그러나 1944년에 라르스 온사게르가 2차원 이징 모형에서 상전이가 존재함을 증명하였다.

## 같이 보기
- 볼츠만 머신
- 포츠 모형